# زنبورهای انگلی
زنبورهای انگلی (نام علمی: Parasitica) یک گونه منسوخ و پیراتبار زیرین باریک‌تنه‌داران است که دربر گیرندهٔ زنبورهای انگلی است. این شامل همه باریک‌تنه‌داران به‌جز نیش‌داران می‌شود. تعداد اعضای زنبورهای انگلی به عنوان یک گروه بیشتر از هر دو گروه Symphyta و Aculeata است.
زنبورهای انگلی (Parasitica) همچنین دارای گروه‌هایی از Hymenopterans گیاه‌خوار مانند گال‌زنبورواران (Cynipoidea) (زنبورهای گالی) است.